# زيته
زيته هي إحدى القرى المحتلة والمدمرة التابعة لمركز فيق التابع لمحافظة القنيطرة في هضبة الجولان بجنوب غرب سوريا.
وادي في هضبة الجولان، منطقة فيق محافظة القنيطرة، يتكون من التقاء عدد من الأودية. أهمها مسيل (القلق) الشمالي المنحدر من ارتفاع يزيد على (650) متر والمتجه نحو الجنوب الغربي جنوب قرية تنورين. يشتد انحداره ويلتقي بمسيل قلق الجنوبي (400)م القادم من جنوب قرية ام الدنانير على ارتفاع 630/9، ويدعى بعد هذا الالتقاء بوادي (دير قروح) وتزداد شدة الانحدار، ويلتقي بوادي (جرماية) القادم من الشرق عند ارتفاع (70)م، وهنا يسمى وادي (زيتة) الذي يتابع سيره نحو الغرب، ويصل إلى ما دون سطح البحر. ويرفده من الجنوب وادي (السنديانة) عند مزرعة زيتة، وتنتهي مياهه بوادي (بترا) عند مزرعة (عين عبد الله).